# Madukkūr
Madukkūr är en ort i Indien.   Den ligger i distriktet Thanjavur och delstaten Tamil Nadu, i den södra delen av landet, 2 000 km söder om huvudstaden New Delhi. Madukkūr ligger 22 meter över havet och antalet invånare är 15 631.
Terrängen runt Madukkūr är mycket platt. Runt Madukkūr är det tätbefolkat, med 511 invånare per kvadratkilometer. Närmaste större samhälle är Pattukkottai, 10,6 km sydväst om Madukkūr. Trakten runt Madukkūr består till största delen av jordbruksmark.